# Complexul de clădiri și grădina peisajeră ale școlii de pomicultură și viticultură (Chișinău)
Complexul de clădiri și grădina peisajeră ale școlii de pomicultură și viticultură este un complex de clădiri amplasat pe str. Sarmizegetusa, 48 în Chișinău, Republica Moldova. Este un monument istoric și arhitectural de importanță națională inclus în Registrul monumentelor Republicii Moldova ocrotite de stat cu nr. 238 (municipiul Chișinău). Datează din 1842.